# Schiffdorf
Schiffdorf é um município da Alemanha localizado no distrito de Cuxhaven, estado de Baixa Saxônia.